# یدید قلع (IV)
یدید قلع (IV) (به انگلیسی: Tin(IV) iodide) با فرمول شیمیایی SnI۴ یک ترکیب شیمیایی است. که جرم مولی آن ۶۲۶٫۳۲۸ g/mol می‌باشد. شکل ظاهری این ترکیب، جامد نارنجی و قرمز است.